# Heleomyza modesta
Heleomyza modesta – gatunek muchówki z rodziny błotniszkowatych i podrodziny Heleomyzinae.
Gatunek ten opisany został w 1835 roku przez Johanna Wilhelma Meigena jako Helomyza modesta.
Muchówka o ciele długości od 4 do 4,5 mm. Tułów jej cechuje się obecnością szczecinek na propleurach, kilku par szczecinek na przedpiersiu i jedną parą szczecinek mezopleurach. Narządy rozrodcze samca odznaczają się szczątkowymi edytami oraz znacznie krótszymi od epandrium i na tylnych krawędziach uzbrojonymi w kolcowate szczecinki surstyli.
Owad znany z Hiszpanii, Andory, Francji, Belgii, Holandii, Niemiec, Szwajcarii, Austrii, Włoch, Polski, Czech, Słowacji, Węgier, Rumunii, Bułgarii i Rosji, w tym z Kaukazu.